# Nederlandse kampioenschappen schaatsen afstanden 1989 - 500 meter vrouwen
De 500 meter vrouwen op de Nederlandse kampioenschappen schaatsen afstanden 1989 werd in januari 1989 in ijsstadion Thialf te Heerenveen verreden, waarbij twintig deelneemsters startten.
Titelverdedigster was Ingrid Haringa die de titel pakte tijdens de NK afstanden 1988. 

## Uitslag
| #      | Schaatsster          | tijd    |
| ------ | -------------------- | ------- |
| Goud   | Herma Meijer         | 0.41,70 |
| Zilver | Marieke Stam         | 0.41,71 |
| Brons  | Christine Aaftink    | 0.42,11 |
| 4      | Ingrid Haringa       | 0.42,19 |
| 5      | Anja Bollaart        | 0.42,23 |
| 6      | Sandra Voetelink     | 0.42,37 |
| 7      | Yvonne van Gennip    | 0.42,74 |
| 8      | Tineke Hulzebosch    | 0.42,79 |
| 9      | Anita Loorbach       | 0.42,79 |
| 10     | Marga Preuter        | 0.42,86 |
| 11     | Mariska Hekkers      | 0.43,02 |
| 12     | Jolanda Grimbergen   | 0.43,17 |
| 13     | Petra Moolhuizen     | 0.43,34 |
| 14     | Ingrid Paul          | 0.43,42 |
| 15     | Thea Limbach         | 0.43,54 |
| 16     | Boukje Keulen        | 0.43,72 |
| 17     | Wendy van der Poel   | 0.44,01 |
| 18     | Henriët van der Meer | 0.44,04 |
| 19     | Grietje Mulder       | 0.44,15 |
| 20     | Hanneke de Vries     | 0.44,31 |

Uitslag op
1987 · 
1988 · 
1989 · 
1990 · 
1991 · 
1992 · 
1993 · 
1994 · 
1995 · 
1996 · 
1997 · 
1998 · 
1999 · 
2000 · 
2001 · 
2002 · 
2003 · 
2004 · 
2005 · 
2006 · 
2007 · 
2008 · 
2009 · 
2010 · 
2011 · 
2012 · 
2013 · 
2014 · 
2015 · 
2016 · 
2017 · 
2018 · 
2019 · 
2020 · 
2021 · 
2022 · 
2023 · 
2024 · 
2025